# Еріставі Костянтин Давидович
Еріставі Костянтин Давидович (22 лютого 1889, Саломінао — 12 березня 1975, Тбілісі) — радянський хірург, доктор медичних наук, професор, академік АН Грузинської РСР, заслужений діяч науки Грузинської РСР.

## Біографія
Народився 22 січня (3 лютого) 1889 року в селі Саломінао (нині — село Кірово Ванського муніципалітету регіону Імеретія, Грузія). У 1914 році закінчив медичний факультет Юр'ївського (нині — Тартуського) університету. З 5-го курсу був запрошений відомим хірургом В. Г. Цеге-Мантейфелем асистентом на кафедру факультетської хірургії. Брав участь у Першій світовій війні як лікар на різних фронтах. Одночасно займався науковою роботою, результати своїх спостережень виклав у статтях про лікування газової гангрени та інфікованих ран, написаних у 1915 році. У 1918 році повернувся до Грузії, працював ординатором в хірургічному відділенні Тбіліської залізничної лікарні. З 1921 по 1928 рік Еріставі працював старшим асистентом кафедри загальної хірургії медичного факультету Тбіліського університету (з 1930 — Тбіліський медичний інститут).
У 1926 році захистив кандидатську дисертацію на тему «Механізм швидкої смертності при жировій емболії». У 1929—1941 роках професор Еріставі завідував кафедрою загальної хірургії. За його ініціативи при Тбіліській залізничній лікарні була організована станція переливання крові, яку він очолював з 1938 по 1941 рік. З 1941 до 1948 року Еріставі завідував кафедрою факультетської хірургії, з 1948 по 1962 рік — кафедрою госпітальної хірургії, з 1941 по 1950 рік — був ректором Тбіліського медичного інституту і одночасно (1948—1952; на громадських засадах) директором НДІ переливання крові, з 1950 по 1974 рік — директором НДІ експериментальної та клінічної хірургії АН Грузинської РСР.
У 1950 році був обраний дійсним членом АН Грузинської РСР.
Указом Президії Верховної Ради СРСР від 2 квітня 1966 року Костянтину Давидовичу Еріставі присвоєно звання Героя Соціалістичної Праці з врученням ордена Леніна і золотої медалі «Серп і Молот».
Він був почесним членом Чехословацького медичного товариства імені Я. Пуркіньє (1961), членом Міжнародної асоціації хірургів (1960), членом правління Всесоюзного наукового товариства хірургів (1937), депутатом Верховної Ради Грузинської РСР 1-5-го скликань.
Жив і працював у Тбілісі. Помер 12 березня 1975 року. Похований у Тбілісі.

### Наукова діяльність
Еріставі опублікував понад 200 наукових робіт. Його наукова діяльність була присвячена оперативному лікуванню органів черевної порожнини, серця і кровоносних судин, захворювань органів грудної порожнини, опіків, інфікованих ран. При розробці проблеми гіпотермії в інституті під його керівництвом була сконструйована оригінальна охолоджувально-зігрівальна установка. У роки Німецько-радянської війни проводив успішне лікування опіків у поранених за допомогою порошку з гранатової кірки (цей порошок застосовувався в суміші з анастезином і сульфаніламідними препаратами). Еріставі цікавили проблеми трансплантації органів і тканин, проблеми дослідження консервації та заміщення великих кровоносних судин, травматології та трансфузіології, нейрохірургії.
У монографіях «Відновлювальна хірургія облітеруючого атеросклерозу термінального відділу черевної аорти та її дистальних гілок» (1968), «Захворювання дванадцятипалої кишки» (1969), «Структурні і деякі гістохімічні зміни міокарда при штучному кровообігу» (1969, у співавторстві) та інших роботах викладені ключові питання клінічної та експериментальної хірургії. За цикл робіт з судинної хірургії Еріставі був удостоєний Державної премії Грузинської РСР (1975).
Еріставі розробляв питання історії медицини. У 1953 році ним написана (у співавторстві) книга «І. Р. Тарханішвілі. Життя, наукова та громадська діяльність». З історичних позицій написана ювілейна стаття «Медична наука в Радянській Грузії» (1957).

## Нагороди
Нагороджений трьома орденами Леніна, двома орденами Трудового Червоного Прапора, орденом Червоної Зірки, орденом «Знак Пошани», медалями.
Лауреат Державної премії Грузинської РСР (1975). Заслужений діяч науки Грузинської РСР (1941).